# Thomas Richter-Forgách
Thomas Richter-Forgách (* 1940 in Komárom (Ungarn)) ist ein deutscher Bühnenbildner, Ausstatter und Theater-Architekt.

## Werdegang
Richter-Forgách kam 1956 nach Deutschland, wo er zunächst ein Volontariat am Düsseldorfer Schauspielhaus machte, bevor er von 1959 bis 1963 an der Staatlichen Kunstakademie Düsseldorf bei Teo Otto studierte. 1960 wurde er Assistent von Otto und 1961 Ausstattungsleiter an den Düsseldorfer Kammerspielen. 1963 bis 1966 war er Chefbühnenbildner am Theater Ulm und von 1964 bis 1966 Lehrbeauftragter in der Bühnenklasse der Düsseldorfer Akademie.

## Wirken
Anfang der 1970er Jahre ging er als Chefausstatter an das Staatstheater Kassel. Mit dem Regisseur Ulrich Melchinger brachte er eine Inszenierung von Richard Wagners Der Ring des Nibelungen auf die Bühne, die als Tendenzwende für das Musiktheater gilt. Die Produktion „war ein gewagter Versuch, das Wagner’sche Opus von allem romantisierenden Ausstattungsballast zu befreien und sich der Idee des Gesamtkunstwerks zu nähern“. Ein kompletter Kostümsatz, den Richter-Forgách für den Kassler „Wagner-Ring“ entwarf, befindet sich in der Sammlung des Österreichischen Theatermuseums in Wien.
Nach einem weiteren Engagement am Düsseldorfer Schauspielhaus machte sich Richter-Forgách Ende der 1970er Jahre als freier Bühnenbildner selbständig. Seither stattet er Inszenierungen unter anderen an den Bühnen in Basel, Moskau, Paris, Wien, Brügge, Florenz, Hamburg, Hannover, Leipzig, Göttingen und Stuttgart aus. Er inszeniert Ausstellungen (unter anderem für das Deutsche Literaturarchiv Marbach) und arbeitet für das Fernsehen.
Er war in erster Ehe mit der Malerin und Kostümbildnerin Wanda Richter-Forgách verheiratet, mit der er bei zahlreichen Inszenierungen zusammenarbeitete.

## Ausstellungen
- 2011: Verkleiden – Verwandeln – Verführen. Österreichisches Theatermuseum, Wien[4]